# Hôtel du Lion noir
 (mars 2021).
Si vous disposez d'ouvrages ou d'articles de référence ou si vous connaissez des sites web de qualité traitant du thème abordé ici, merci de compléter l'article en donnant les références utiles à sa vérifiabilité et en les liant à la section « Notes et références ».
L'Hôtel du Lion noir est un hôtel particulier ayant appartenu à la famille Huez situé à Troyes rue Émile Zola inscrite sur la seconde liste du patrimoine mondial.

## Description
La façade est typique de la seconde renaissance. Escalier en colimaçon rare à cette époque quand il est en bois. Trois étages avec balcon.

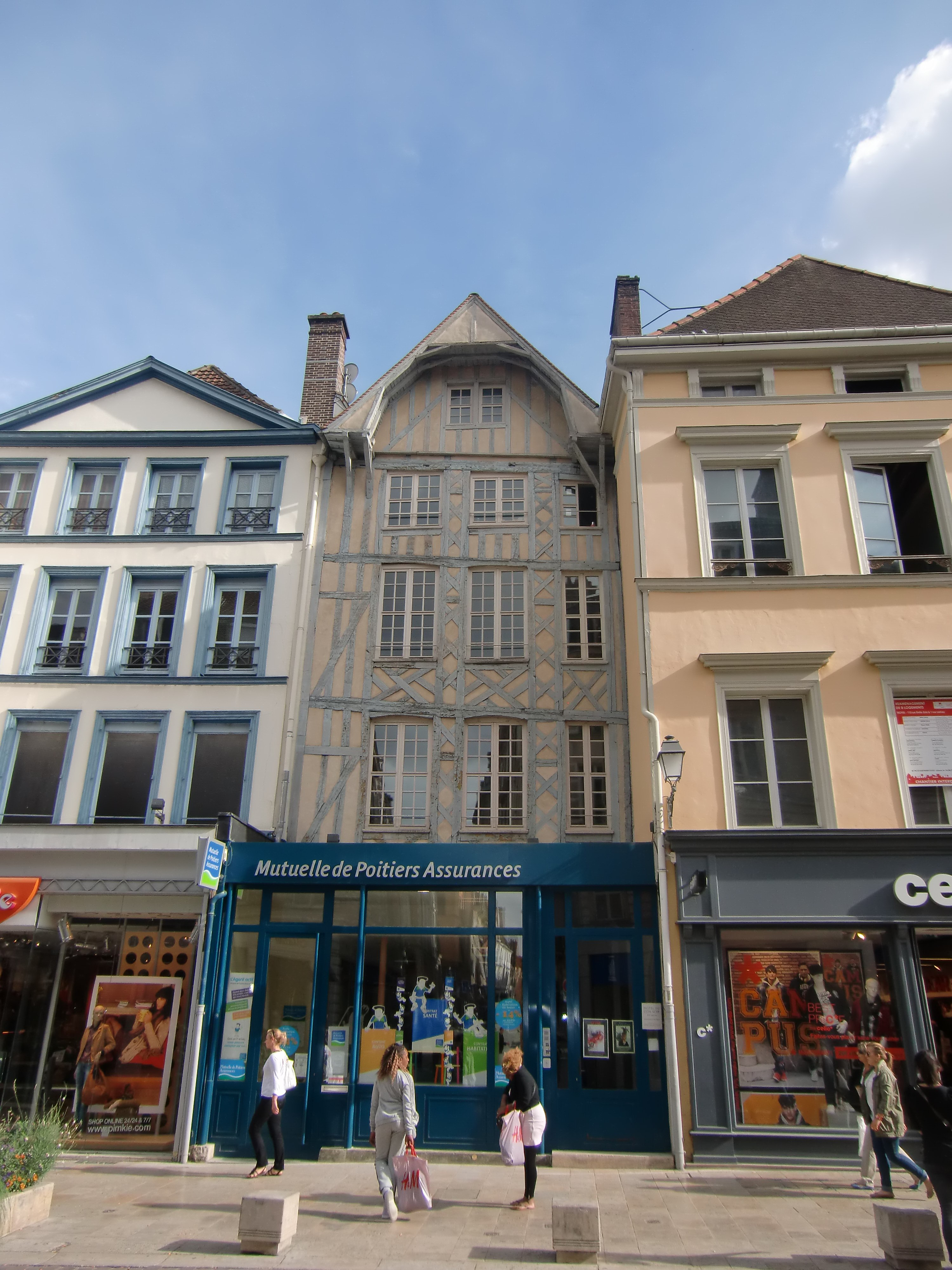
Sa façade sur rue.